# Linia kolejowa Lietzow – Ostseebad Binz
Linia kolejowa Lietzow – Ostseebad Binz – jednotorowa, zelektryfikowana linia kolejowa w północno-wschodniej części Meklemburgii-Pomorza Przedniego, na wyspie Rugia. Służy przede wszystkim do lokalnego i dalekobieżnego transportu pasażerskiego.

## Opis trasy
Linia rozgałęzia się na stacji Lietzow z połączenia Stralsund - Sassnitz. Początkowo prowadzi na wschód, na północnym brzegu zatoki Kleiner Jasmunder Bodden. Następnie skręca na południe, później na południowy wschód i biegnie po cyplu między zatoką a Morzem Bałtyckim. Kompleks domu wakacyjnego w Prorze o długości czterech i pół kilometra, zbudowany przez narodowych socjalistów jako KdF-Seebad Rügen, leży równolegle do linii kolejowej między nim a wybrzeżem. Trasa kończy się na stacji Ostseebad Binz na północnym krańcu miasta. W przeciwieństwie do małej stacji Rasender Roland na południu Binz, jest ona również znana jako duża stacja.